# Carmen Curlers (tv-serie)
Carmen Curlers er en dansk dramaserie fra 2022, der er skabt af Mette Heeno for DR. Serien havde premiere på DR1 og DRTV den 30. september 2022 og består indtil videre af 15 afsnit á ca. 55 min. fordelt på 2 sæsoner, med en tredje sæson med forventet premiere i efteråret 2025.
Serien er frit inspireret af den sande historie om den danske iværksætter Arne Bybjerg Pedersen (i serien kaldet Axel Byvang), der i 1963 opfandt den elektriske papilot, Carmen Curlers, der endte med at skabe Danmarks, på tidspunktet, største arbejdsplads og revolutionere kvindelig hårstyling verdenen over. Medvirkende i serien er bl.a. Morten Hee Andersen, Maria Rossing, Lars Ranthe, Fanny Leander Bornedal, Christian Tafdrup og Mille Hoffmeyer Lehfeldt.

## Medvirkende
| Rolle             | Skuespiller            | Karakterbeskrivelse                    |
| ----------------- | ---------------------- | -------------------------------------- |
| Axel Byvang       | Morten Hee Andersen    | Skaber af Carmen Curlers               |
| Birthe Windfeld   | Maria Rossing          | Bondekone og ansat hos Carmen Curlers  |
| Frans Lynge       | Nicolai Jørgensen      | Frisør og medstifter af Carmen Curlers |
| Jørgen Windfeld   | Lars Ranthe            | Birthes mand                           |
| Kathrine Windfeld | Fanny Leander Bornedal | Birthes og Jørgens ældste datter       |
| Svend Windfeld    | Louis Næss-Schmidt     | Birthes og Jørgens søn                 |
| Poul Mosholt      | Christian Tafdrup      | Rigmand og Axels barndomsrival         |
| Vita Mosholt      | Mille Lehfeldt         | Pouls kone                             |
| Kirsten Mosholt   | Kaya Toft Loholt       | Poul og Vitas datter                   |
| Tove Byvang       | Rosalinde Mynster      | Axels kone                             |
| Lis Lassen        | Sofie Torp             | Sekretær hos Carmen Curlers            |
| Karen             | Signe Egholm Olsen     | Birthes søster                         |
| Edith Hansen      | Petrine Agger          | Birthes søster                         |
| Ingrid Mosholt    | Lane Lind              | Pouls mor                              |
| Bente             | Kirsten Lehfeldt       | Vitas mor                              |
| Benjamin Møller   | Joachim Fjelstrup      | Fotograf                               |